# Besborodko (Adelsgeschlecht)

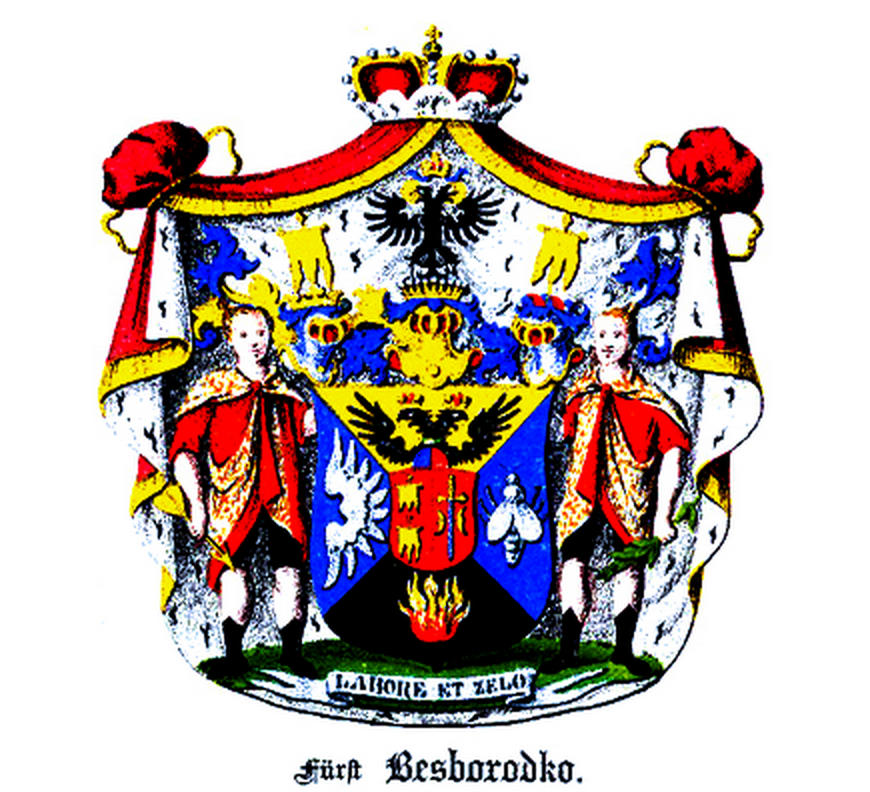
Fürstenwappen Besborodko in Klingspors Baltischem Wappenbuch (1882)

Besborodko (russisch Безбородко) ist der Name eines russischen Adelsgeschlechts. 

## Geschichte
Die Familie entstammte ursprünglich dem ruthenischen Kosakenadel und erscheint zuerst in Polen-Litauen. Die gesicherte Stammreihe beginnt mit Jan Besborodko († 1717). Nach den Teilungen Polens nahm das Geschlecht mit den Brüdern Alexander Andrejewitsch Besborodko (1747–1799) und Elias Andrejewitsch Besborodko (1756–1815) einen beachtlichen wirtschaftlichen und sozialen Aufstieg. Beide wurden in Wien am 3. Dezember 1784 in den Reichsgrafenstand, der ältere der Brüder zudem am 5. April 1797 in den russischen Fürstenstand gehoben. Ebenfalls wurde er, vermutlich auf Weisung der Krone, am 8. Juli 1797 unter Nr. 307 als Ehrenmitglied bei der livländischen Ritterschaft immatrikuliert. Ein Geschlechtsregister für seine Familie wurde nicht geführt, auch hatte er selbst keine adligen Kinder hinterlassen. Sein obengenannter Bruder hingegen soll die Stammlinie kurzzeitig fortgesetzt haben, jedoch erhielt Graf Grigory Kuschelew († 1833), Vizepräsident der Admiralität bereits 1816 die kaiserliche Erlaubnis seinem Familiennamen dem seiner Großmutter hinzu zufügen. Auch dessen Geschlecht „Kuschelew–Besborodko“ ist aber mit seinem Sohn, dem Schriftsteller, Verleger und Philanthrop Graf Grigory Kuschelew-Besborodko († 1870) im Mannesstamm erloschen.

## Wappen
Das Stammwappen vereinigt die Schildsymbolik der polnischen Wappen Ostoja und Radwan und zeigt sich im Herzschild des gräflichen (1784) und fürstlichen (1797) Wappens.

Wappen Ostoja
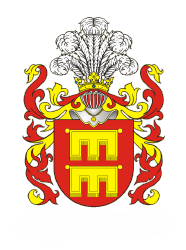
Wappen Radwan
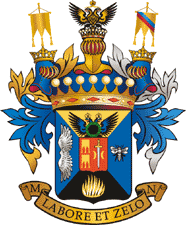
Gräfliches Wappen Besborodko (1784)

## Angehörige
- Alexander Andrejewitsch Besborodko (1747–1799), russischer Staatsmann, zuletzt Kanzler und Titularfürst.
- Elias Andrejewitsch Besborodko (1756–1815), russischer General und Senator